# San Miguel County, New Mexico
San Miguel County är ett administrativt område i delstaten New Mexico i USA, med 27 201 invånare (2020).  Den administrativa huvudorten (county seat) är Las Vegas.

## Geografi
Enligt United States Census Bureau har countyt en total area på 12 266 km². 12 217 km² av den arean är land och 49 km²  är vatten.

### Angränsande countyn
- Mora County, New Mexico - nord
- Harding County, New Mexico - öst
- Quay County, New Mexico - sydöst
- Guadalupe County, New Mexico - syd
- Torrance County, New Mexico - sydväst
- Santa Fe County, New Mexico - väst